# 차클라
차클라(페르시아어: چکلہ)는 무굴 시대 인도 아대륙의 행정 구역 단위였다. 차클라 제도는 적어도 벵골과 아와드 지방에서 사용되었다. 차클라는 수바의 주요 하위 행정 구역이었다. 그것은 다시 파르가나들로 세분화되었고, 각각의 파르가나는 여러 마을로 구성되었다.

## 같이 보기
- 인도의 행정 구역
- 사르카르